# Halofyt
Halofyt (av grek. hals salt och phyton växt) är en växt som lever på starkt salthaltig mark. Sådan mark uppstår till exempel där havsvatten avdunstar eller där salter lakas ut från kringliggande bergarter och samlas i dalar. Det är saltet natriumklorid som avses. Halofyter behöver särskilda metoder att hantera det salt som tränger in i rötterna. Det kan utsöndras eller på något sätt lagras så att det inte stör växtens metabolism. I Norden hittar man halofyter vid saltfrätor på låga strandängar och vid havsstränder, och i övriga världen exempelvis i marskland och mangroveträsk.

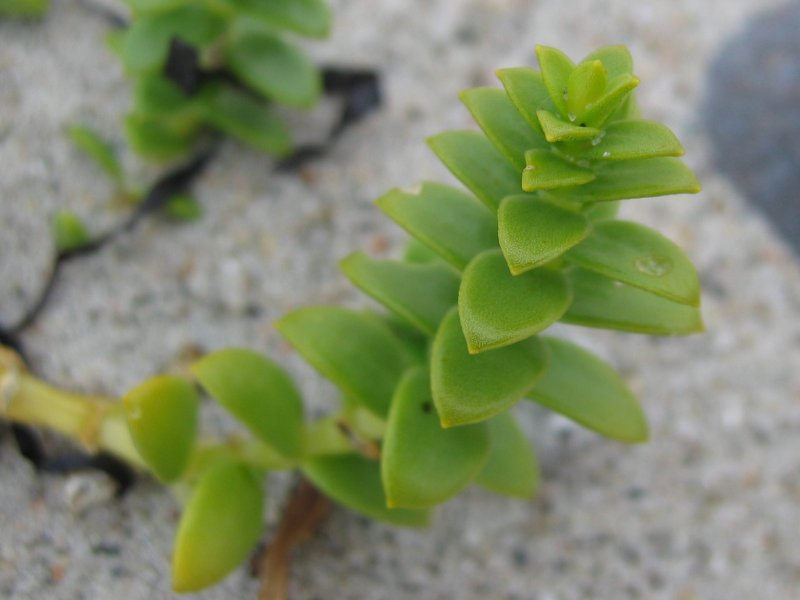
Honckenya peploides på sandstrand.
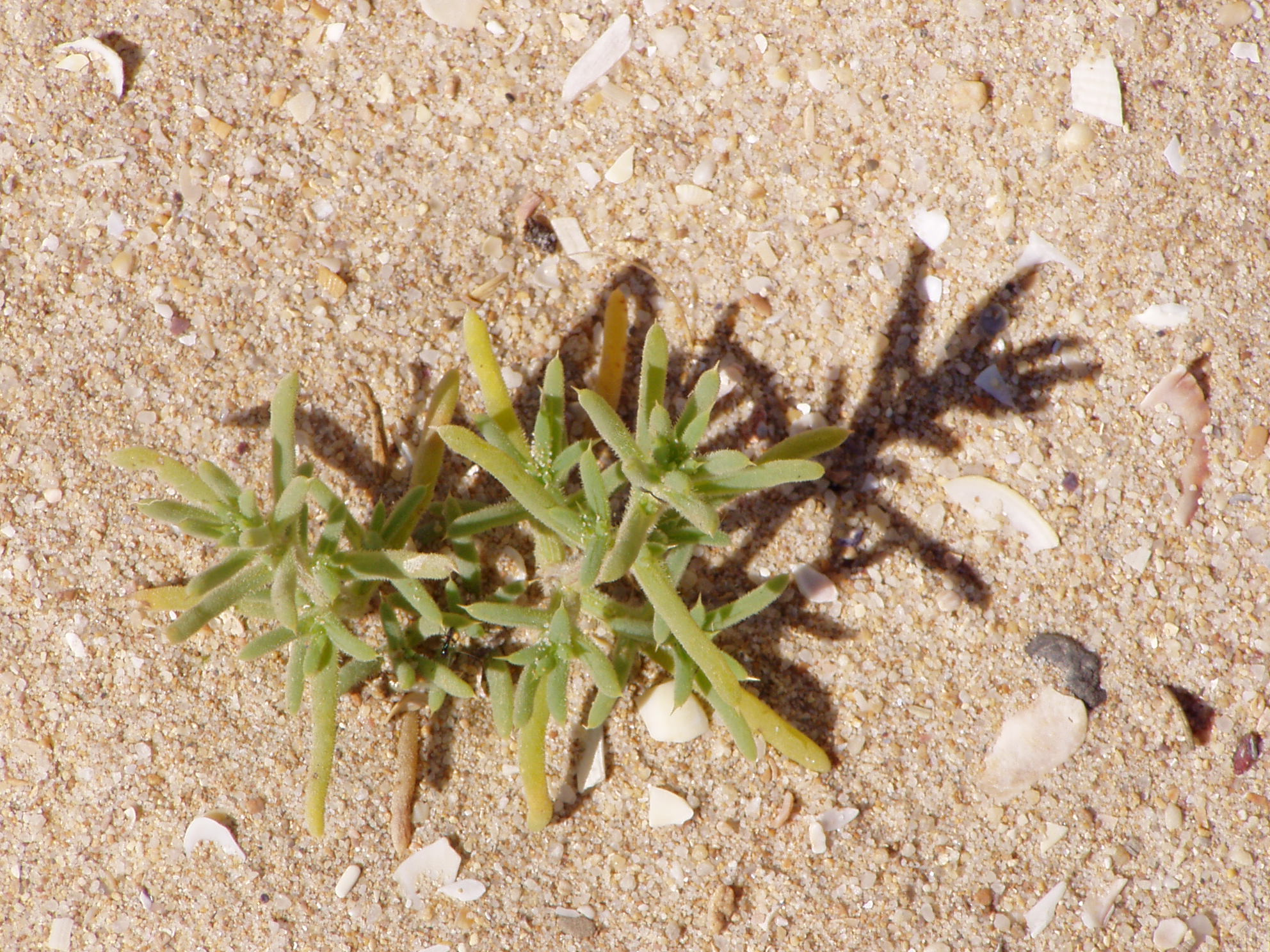
Salsola kali på salthaltig mark.
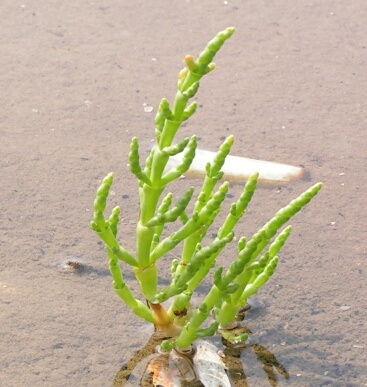
Glasört Salicornia europaea i tidvattenzon.
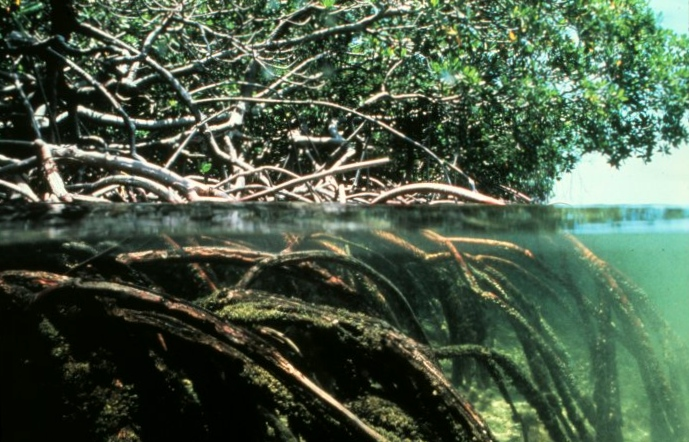
Mangroveträsk, troligtvis i Bangladesh.